# 나를 만나는 길
나를 만나는 길(Walk with Me)은 영국에서 제작된 맥스 퓨, 마크 J. 프랜시스, 감독의 2017년 다큐멘터리 영화이다. 이 영화는 불교계 스님 틱낫한과 그의 플럼 빌리지 수도 공동체에 관해 다루었다. 오스카 수상자 알레한드로 곤살레스 이냐리투의 지원을 받아 3년 넘게 촬영되었다.
2017년 사우스 바이 사우스웨스트에서 초연되면서 2017년 개봉되었다.